# Garfield-Gletscher
Der Garfield-Gletscher ist ein Gletscher an der Ruppert-Küste des westantarktischen Marie-Byrd-Lands. Er fließt zwischen den Peden-Kliffs und dem Cox Point zur Ostseite der Hull Bay.
Der United States Geological Survey kartierte den Gletscher anhand eigener Vermessungen und Luftaufnahmen der United States Navy zwischen 1959 und 1965. Das Advisory Committee on Antarctic Names benannte ihn 1974 nach Donald E. Garfield, der am Tiefbohrungsprogramm auf der Byrd-Station zwischen 1967 und 1968 beteiligt war.